# Haine-Saint-Paul
Haine-Saint-Paul is een plaats in de Belgische provincie Henegouwen, en een deelgemeente van de Waalse stad La Louvière. Tot 1 januari 1977 was het een zelfstandige gemeente.

## Etymologie
De plaats dankt zijn naam enerzijds aan de rivier de Hene (Frans: Haine) die het dorp doorkruist, en anderzijds aan Paulus, die de patroonheilige van de parochie is.

## Bezienswaardigheden
- De Sint-Pauluskerk (Église Saint-Paul) is een classicistisch kerkgebouw uit de 18e eeuw.
- De Sint-Ghislenuskerk (Église Saint-Ghislain) is een neoromaans kerkgebouw van 1954 dat de in 1944 verwoeste kerk vervangt.
- De Sint-Hubertuskerk (Église Saint-Hubert) was een neoromaans kerkgebouw van 1866 en werd in 1974 gesloopt.
- De Protestantse kerk (Temple protestant) van 1890 werd in 1913 gesloopt vanege mijnschade. Van 1913-1915 werd hij herbouwd.
- Het Château d'Avondance is een van oorsprong 15e-eeuws kasteel, gelegen binnen een domein van 3 ha.

## Economie
In 1356 werd voor het eerst melding gemakt van steenkoolwinning aan de oppervlakte. In 1737 werd de maatschappij Hossu opgericht. Er kwam een mijnzetel die tot 1955 in bedrijf was.

## Demografische ontwikkeling
- Bronnen:NIS, Opm:1831 tot en met 1970=volkstellingen, 1976= inwoneraantal op 31 december

## Bekende inwoners

### Geboren
- Arthur Jauniaux (1883-1949), senator
- Didier Bajura (1954), politicus
- Olivier Renard (1979), voetballer

## Nabijgelegen kernen
La Louvière, Haine-Saint-Pierre, Saint-Vaast